# NGC 3253
NGC 3253 (również PGC 30829 lub UGC 5674) – galaktyka spiralna z poprzeczką (SBbc), znajdująca się w gwiazdozbiorze Lwa. Odkrył ją Lewis A. Swift 27 kwietnia 1886 roku.